# Реклю, Поль
Поль Реклю́ (фр. Paul Reclus; 7 марта 1847 года, Ортез — 29 июля 1914, Париж) — французский врач-хирург.

## Биография
Происходил из разветвлённого семейства Реклю, давшей Франции учёных и анархистов. Получил образование в Ниме, затем изучал медицину в Париже. С 1868 г. начал работать в парижский больницах, но с началом Франко-прусской войны ушёл добровольцем в армию в качестве военного врача. Также в качестве врача участвовал в Парижской коммуне, первоначально в составе отряда, которым командовал его брат Элизе Реклю.
С 1871 г. интерн, с 1876 г. дипломированный врач, с 1886 г. хирург и преподаватель хирургии в парижской больнице Отель-Дьё. В дальнейшем работал в различных парижских больницах, пока не вернулся в Отель-Дьё в 1908 году в качестве заведующего хирургическим отделением. Одновременно занимал должность мэра в деревушке Орьон недалеко от своих родных краёв и с 1897 г. до конца жизни представлял коммуну Сали-де-Беарн в генеральном совете департамента Нижние Пиренеи.

## Научная деятельность
Занимался исследованием мастопатии, иногда называемой по его имени болезнью Реклю (фр. maladie de Reclus). Изучал туберкулёз яичек и воздействие сифилиса на яички, опубликовал монографию «Кокаин в хирургии» (фр. La Cocaïne en chirurgie; 1895), посвящённую использованию подкожных инъекций кокаина для местного обезболивания. Автор ряда учебных пособий по хирургии и патологии.